# Greenwood (Contea di Vernon, Wisconsin)
Greenwood è un comune degli Stati Uniti, situato in Wisconsin, nella Contea di Vernon.